# Маяк Санта-Марта
Маяк Санта-Марта (порт. Farol de Santa Marta) расположен в южной части города Кашкайш (Лиссабонский округ, Португалия), на северном берегу устья реки Тежу у её впадения в Атлантический океан.
Представляет собой покрытую белой плиткой четырёхугольную каменную башню с синими горизонтальными полосами и красным фонарём. Сейчас здесь находится музей маяков.

## История
Маяк был возведён на территории одноимённого форта, известного с 40-х годов XVII века и построенного для защиты побережья залива Кашкайш. Во второй половине XVIII века он был расширен.
В 1864 году форт считался потерявшим военное значение. Однако его стратегическое положение было важным также и с точки зрения навигации, поэтому было решено построить на этом месте маяк.
Маяк начал функционировать в 1867 году, но башня была добавлена только в 1868 году. Первоначально маяк имел фиксированный красный свет, направляемый катоптрическим аппаратом, который в 1908 году был заменен на катадиоптрическую систему с фиксированным светом.
В 1936 году башня была увеличена в высоту на 8 метров из-за новых зданий поблизости, которые препятствовали распространению света. В 1949 году была установлена система «туманного горна» (три секунды звука и семь секунд тишины поочередно). В 1953 году лампа была электрифицирована и установлен резервный источник света от ацетиленовой лампы накаливания (в 1964 году заменен генератором). В 1980 году проведена полная автоматизация маяка и включение в сеть телеуправления подходами к порту Лиссабона. В 2000 году была добавлена новая система мониторинга.

## Музей маяков
На протяжении XX века форт и маяк постепенно приходили в упадок, пока не возникла идея вдохнуть в это место новую жизнь. Отреставрированный форт и новый музей при действующем маяке были открыты в 2007 году.
Коллекция музея была полностью создана португальским флотом. Выставочные площади расположены в бывших жилых помещениях смотрителей маяка.
- Зал 1 «Португальские маяки» : история маяков в Португалии и используемые в них технологии (представлены экземпляры линз Френеля, в том числе гиперрадиант[порт.] с маяка Берленга[порт.] производства французской фирмы Barbier & Benard[фр.] высотой 3,70 м[5][6]).
- Зал 2 «Санта-Марта, от форта до маяка — Профессия смотрителя маяка» : история маяка Санта-Марта и его смотрителей на протяжении веков (включает в себя дневники смотрителей).

В малом зале демонстрируется многоязычный документальный фильм «Маяки Португалии — пять веков истории».
Собственно маяк можно посетить в ходе ежедневных экскурсий с гидом.

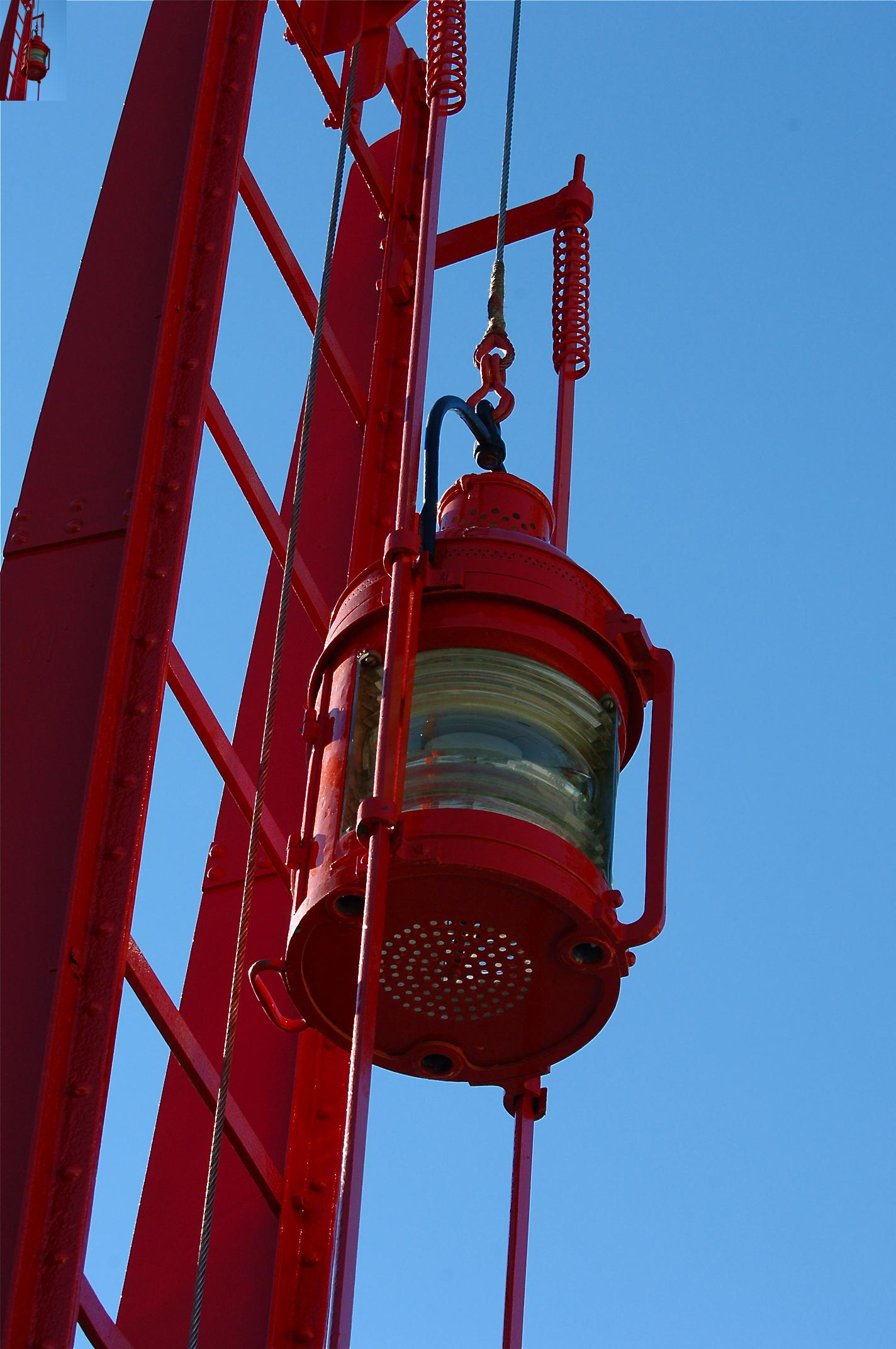
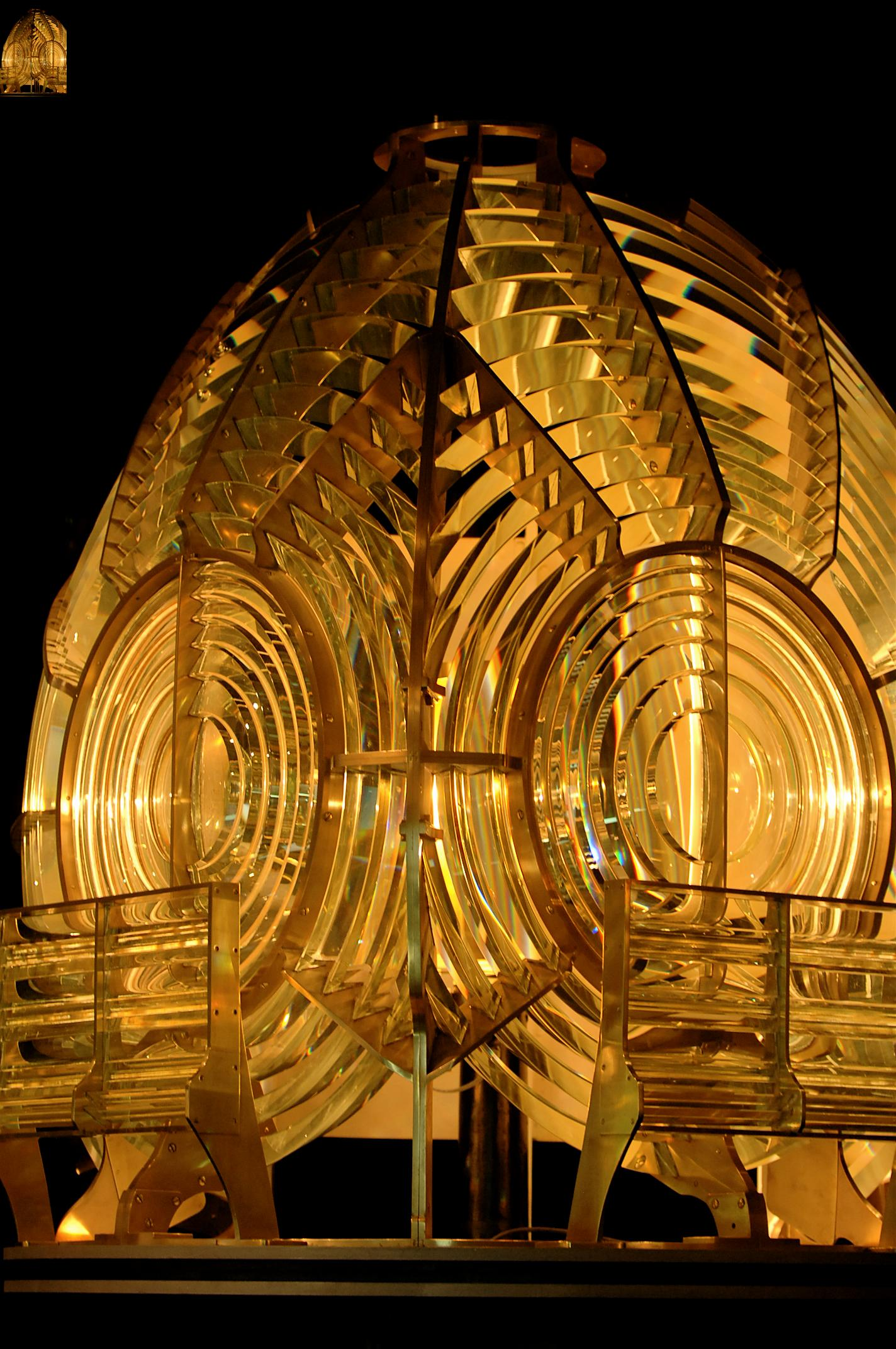
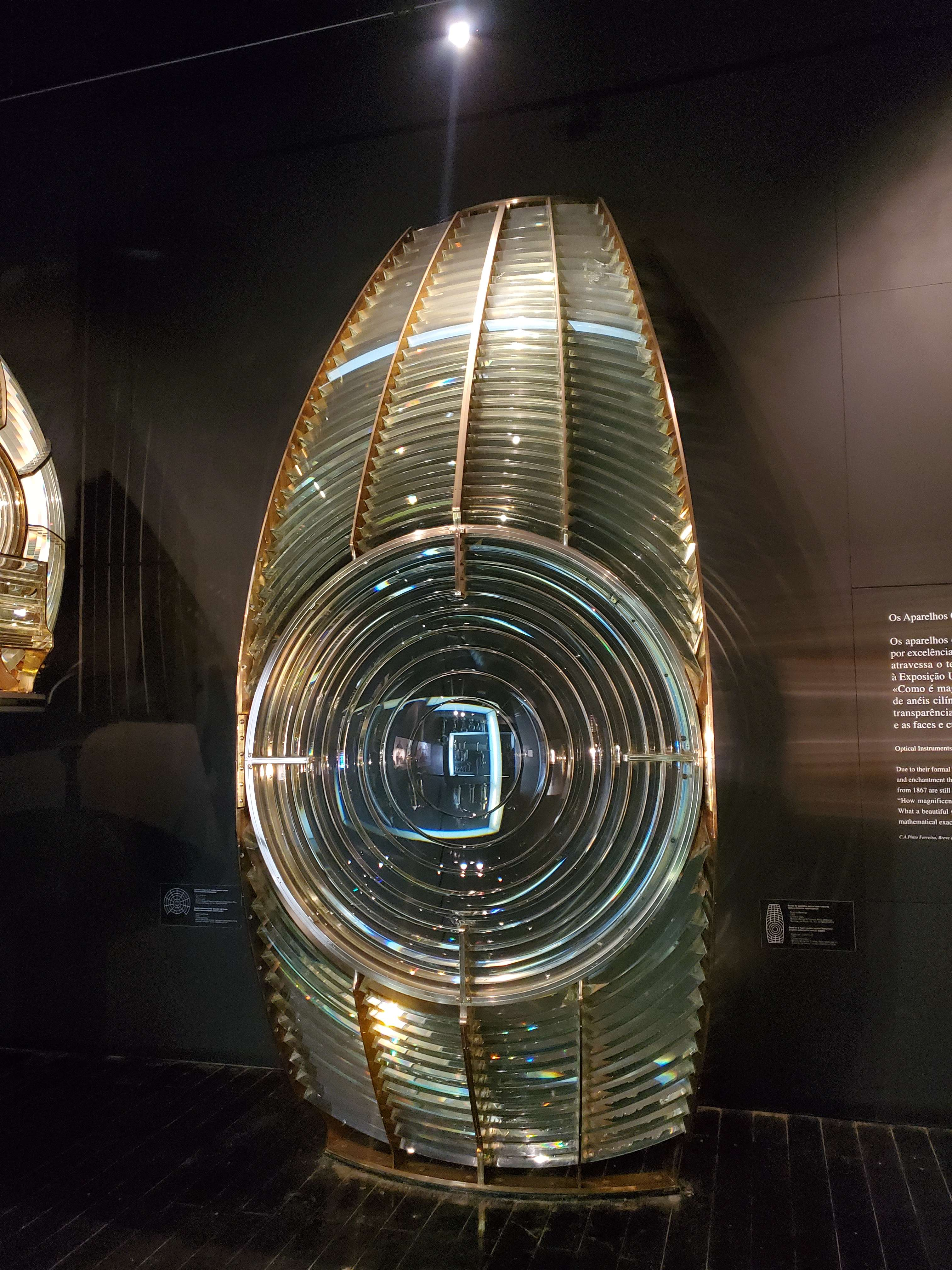
Гиперрадиант с маяка Берленга
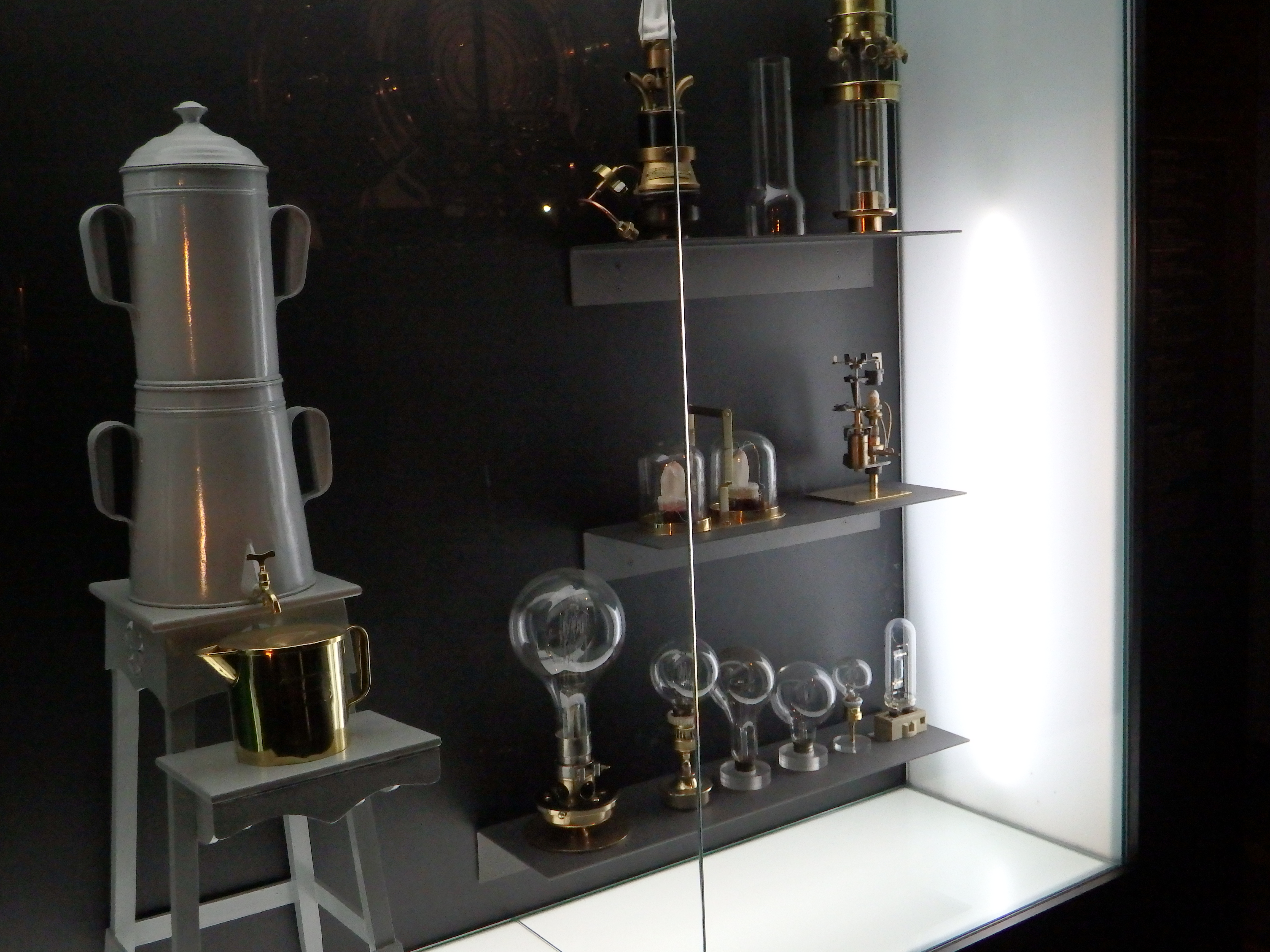
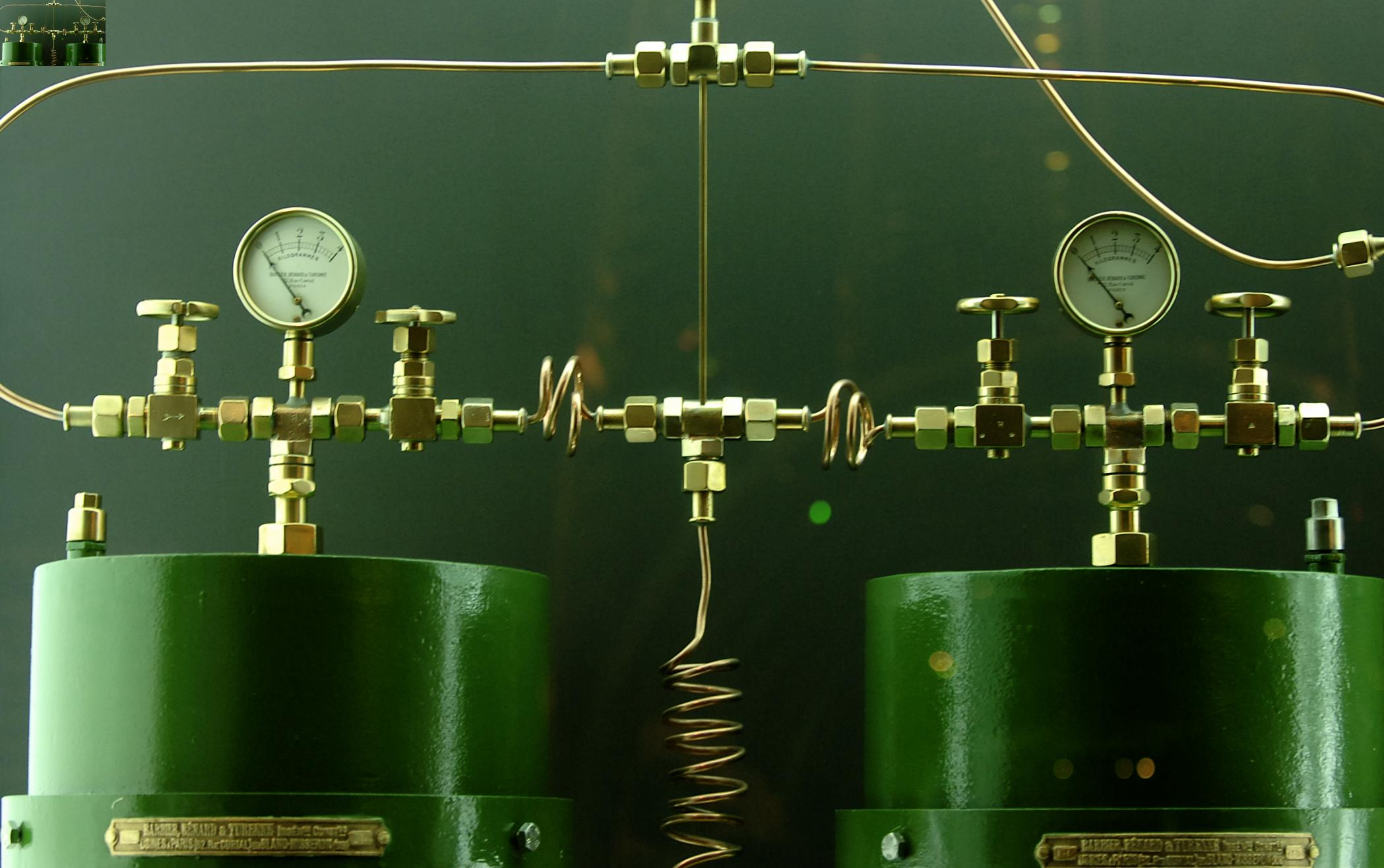